# Karl-Heinz Spikofski
Karl-Heinz Spikofski (Essen, 24 febbraio 1927 – Mülheim an der Ruhr, 18 giugno 1998) è stato un calciatore e allenatore di calcio tedesco, di ruolo ala.

## Carriera
Iniziò a praticare l'attività di calciatore in una delle maggiori squadre della sua città, il Rot-Weiss Essen. In patria giocò anche con il Colonia e il Bayer Leverkusen.
Militò soprattutto in campionati esteri, nella Division 1 francese con il Club Olympique de Roubaix-Tourcoing, nella Eredivisie olandese con il VVV-Venlo.
Prima di giocare in quest'ultima squadra, fu anche in Italia, dove indossò per tre stagioni la maglia del Catania per una stagione (annata 1954-1955) in Serie A e due in Serie B, in prestito dal Torino, che ingaggiò il giocatore tedesco nel 1954 e che non poté utilizzare, perché in quello stesso anno, il governo italiano varò il cosiddetto "Veto Andreotti", che impediva alle squadre italiane di Serie A di tesserare calciatori stranieri, eccetto gli oriundi, concendendo una deroga solo alle neopromosse.
Ha collezionato complessivamente 27 presenze e 6 reti in Serie A e 45 presenze e 9 reti in Serie B.
Ritiratosi dal calcio attivo negli anni sessanta, ebbe una breve carriera da allenatore, guidando soltanto l'Sion e l'Augusta.